# Acvafobie
Prin hidrofobie sau acvofobie (pentru evitarea ambiguității) se înțelege în psihologie teama exacerbată a unor persoane față de apă, care se manifestă în varii feluri. Cuvântul compus hidrofobie este un termen compus din greacă desemnând teama de apă sau respingerea apei, conform cuvintelor originale hidros - apă, phobos = teamă, frică, respingere.